# Situs ambiguus
Il situs ambiguus è un'anomalia cardiaca.
Nel cuore normale i due atri hanno morfologia diversa, nel senso che l'auricola atriale sinistra è digitiforme, con una base stretta e nessuna cresta di protezione, mentre l'auricola atriale destra è larga alla base e ha una cresta protettiva e muscoli pettinati (situs solitus). Nel situs inversus i due atri conservano morfologie diverse fra loro, ma sono invertiti, nel senso che il destro è posizionato a sinistra e viceversa. Nel situs ambiguus invece i due atri hanno identica morfologia, nel senso che sono entrambi destri oppure entrambi sinistri. Si tratta di un'anomalia congenita rara che si associa per lo più ad altre anomalie, cardiache e non.